# Skythrenchelys
Skythrenchelys es un género de peces anguiliformes de la familia Ophichthidae.

## Especies
Según ITIS, se reconocen las siguientes especies:
- Skythrenchelys lentiginosa Castle & McCosker, 1999
- Skythrenchelys zabra Castle & McCosker, 1999

Según FishBase, se reconocen las siguientes especies:
- Skythrenchelys macrostomus (Bleeker, 1864)
- Skythrenchelys zabra Castle & McCosker, 1999